# کازال چرملی
کازال چرملی (به ایتالیایی: Casal Cermelli) یک کومونه در ایتالیا است که در استان آلساندریا واقع شده‌است.

## خصوصیات
کازال چرملی ۱۱٫۷ کیلومترمربع مساحت و ۱٬۲۲۹ نفر جمعیت دارد و ۱۰۲ متر بالاتر از سطح دریا واقع شده‌است.

## نگارخانه

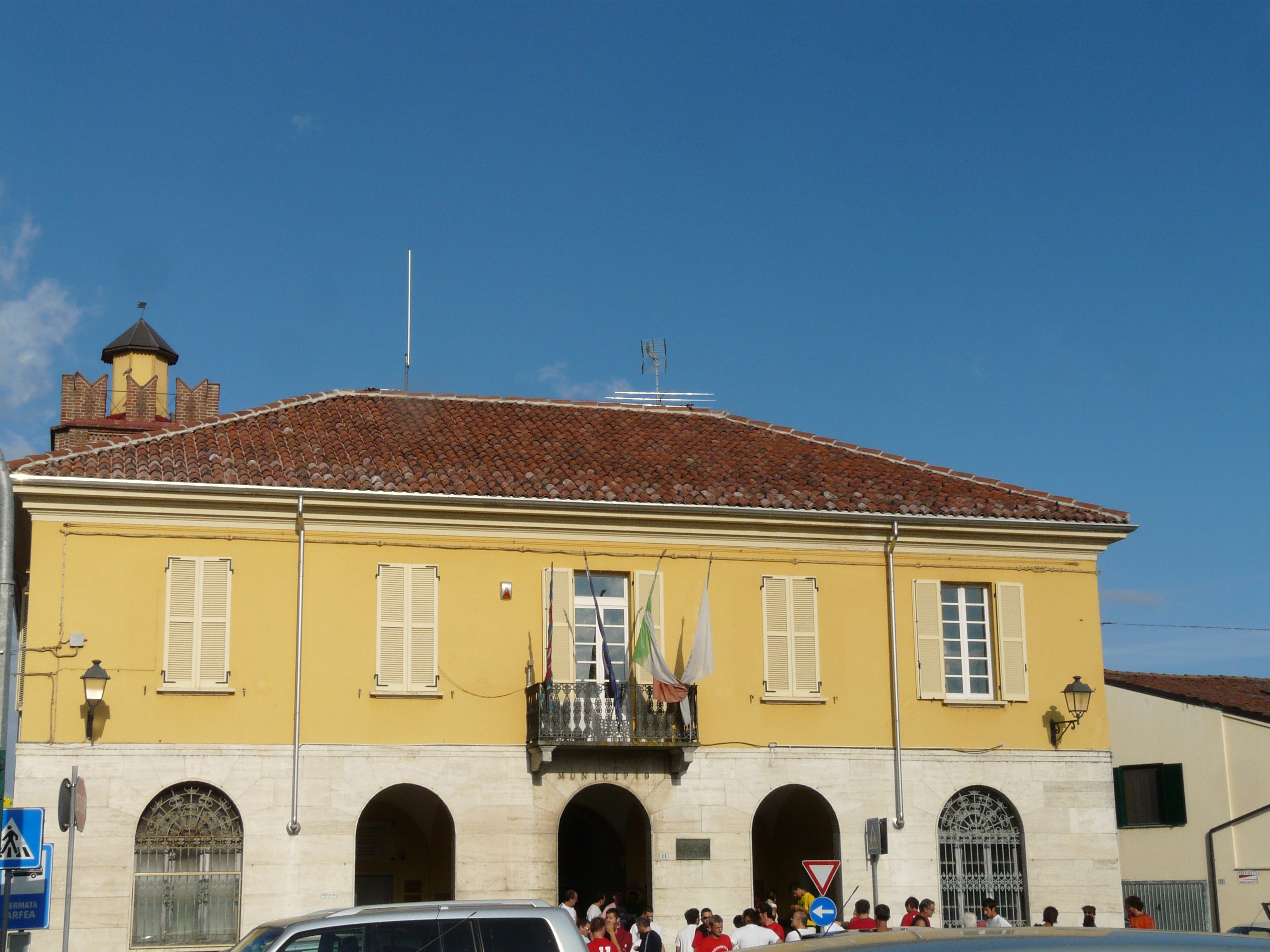